# Rome (Georgia)
Rome ist eine City im amerikanischen Bundesstaat Georgia. Die Stadt ist mit 37.713 Einwohnern (Census 2020) die größte Stadt und County Seat des Floyd Countys sowie Zentrum der gleichnamigen Metropolitan Statistical Area.
Rome liegt im Süden der Appalachen am Zusammenfluss von Etowah River und Oostanaula River zum Coosa River, einer strategisch sehr günstigen Stelle. Durch diese Lage entwickelte sich die Stadt in der ersten Hälfte des 19. Jahrhunderts (Antebellum South) zu einer florierenden Handelsstadt, von der aus Baumwolle an die Golfküste verschifft wurde, um dort verkauft oder weltweit exportiert zu werden.
Zu ihrem Namen kam die Stadt, da sie in einem Gebiet mit sieben Hügeln gegründet wurde, was die europäischen Einwanderer an die italienische Hauptstadt Rom erinnerte. Eine Replik der kapitolinischen Wölfin, gestiftet vom damaligen italienischen Diktator Benito Mussolini, steht seit 1929 vor dem Rathaus Romes.

## Lage

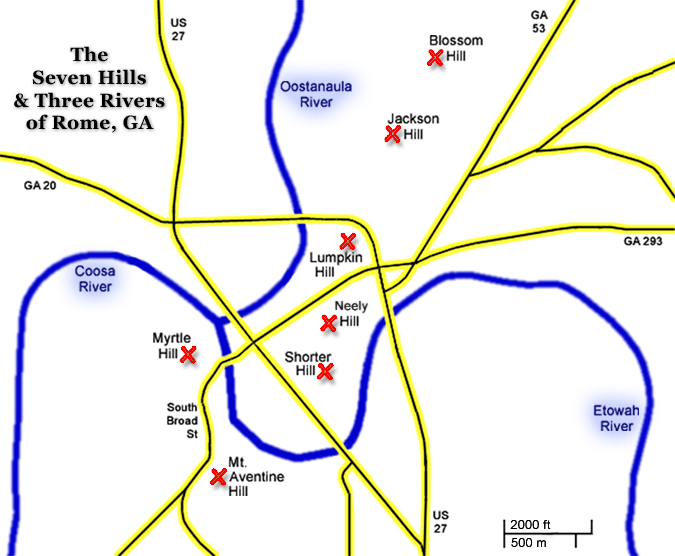
Die 7 Hügel und 3 Flüsse Romes

Rome liegt im Süden der Appalachen, am Zusammenfluss von Etowah River und Oostanaula River zum Coosa River mit der Aussicht auf 7 Hügel (Blossom-, Jackson-, Lumpkin-, Myrtle-, Old Shorter-, Neely-hill (Clock-/Towerhill) und Mount Aventine). Durch den Zugang zu den Wasserstraßen der Welt, die durch die drei Flüsse erreichbar waren, entwickelte sich Rome zu einem regionalen Handelszentrum. Die Fläche Romes beträgt 31,63 Quadratmeilen (81,92 km²). Ein Stück den Oostanaula River hinauf liegt New Echota, Anfang des 19. Jahrhunderts vor der Vertreibung der Indianer kurzzeitig die Hauptstadt der Cherokee Nation.

## Geschichte

### Indianische Besiedlung und die ersten Europäer

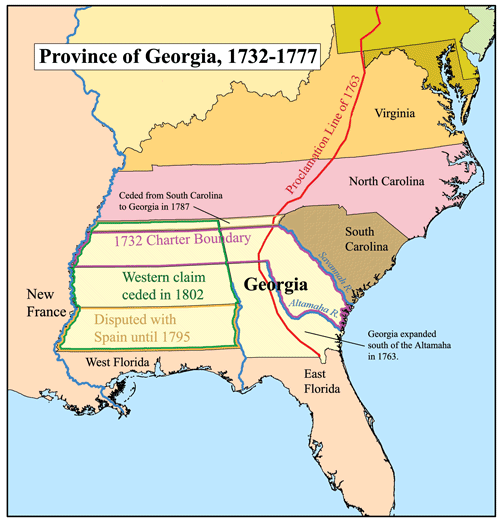
Kolonie von Georgia mit der Proklamationslinie von 1763

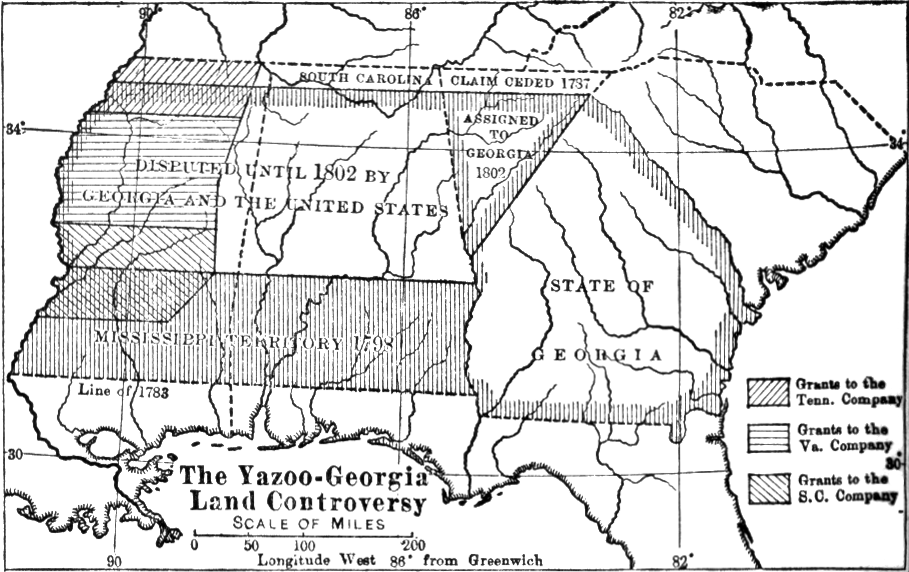
Karte der Yazoo-Gebiete in Georgia, 1802. Das mit „Assigned to Georgia 1802“ beschriftete Dreieck war von den Cherokee besiedelt und wurde durch den Compact of 1802 von Georgia und den USA beansprucht.

Schon seit ca. 1000 n. Chr. siedelten Indianer der Mississippi-Kultur im Gebiet am Zusammenfluss von Etowah River und Oostanaula River; vermutlich wurden diese ursprünglichen Siedler durch von den spanischen Kolonisten mitgebrachte Krankheiten im späten 16. Jahrhundert getötet. Im frühen 17. Jahrhundert immigrierten die Cherokee in den Süd-Osten der USA und siedelten im Gebiet des heutigen Rome. Näheres über die Besiedlung vor dem 16. Jahrhundert ist nicht bekannt, jedoch fanden Archäologen Nachweise, dass indigene Völker schon viel früher an den Flüssen siedelten.
Es ist nicht vollkommen klar, ob der spanische Konquistador Hernando de Soto oder der ihm hinterherziehende Tristán de Luna mit seinen Truppen den ersten Kontakt zu den indianischen Ureinwohnern im Gebiet Romes hatte, jedoch ist sicher, dass beide dieselbe Route nahmen (Hernando de Sota 1540 und Tristán de Luna 1560) und dass spätestens de Luna Kontakt zu dem dort ansässigen Coosastamm hatte. Er schloss sich mit diesem zusammen und unterstützte die Coosa bei einem Einfall in die Napochinprovinz (heute Tennessee). Durch von den Spaniern eingeführte Krankheiten, die bereits die Angehörigen der Mississippi-Kultur umgebracht hatten, wurde diese Moundbuilder-Kultur ebenfalls vernichtet.
Darauf siedelten dort die Creek, bis sie von den Cherokee verdrängt wurden, die später, während des Krieges zwischen den Cherokee und den Einwanderern (1776–1749), das Dorf Chatuga gründeten. An diesem Ort siedelten dann später mehrere Häuptlinge der Cherokee, wie John Ross und Major Ridge, dessen Wohnhaus Chieftains in Rome seit 1971 als Museum zugänglich ist. Aufgrund der später weitgehend kooperativen Kontakte zwischen der indigenen Bevölkerung und den Einwanderern – durch das gesamte 18. Jahrhundert hindurch wurde reger Handel mit Fellen betrieben, die in Europa verkauft wurden – kamen immer mehr Siedler in das Gebiet um Rome, die von den dort lebenden Cherokee geduldet wurden. Der Frieden wurde 1793 gebrochen, als nach einem Angriff der Cherokee auf Tennessee der dortige Gouverneur John Sevier einen vernichtenden Angriff auf die Cherokee startete.
1802 sollte der „Compact of 1802“ ausgeführt werden, weshalb Georgia seine Gebiete an die USA verkaufte, welche jegliche Gebietsansprüche der Cherokee ignorierten und sie aus ihren Gebieten vertrieben. Zunächst konnte durch die Häuptlinge Chief John Ross und Chief Major Ridge verhindert werden, dass der „Compact“ umgesetzt wurde, bis es 1829 in der Nähe der Siedlung einen Goldfund gab. Dies gab den Ausschlag zur Umsetzung des „Indian Removal Act“ im folgenden Jahr. 1831 wurde das Land der Cherokee beschlagnahmt und das dabei entstehende County wurde „Cherokee County“ genannt. 1838 wurden die letzten Cherokee umgesiedelt.

### Gründung der Stadt und das 19. Jahrhundert

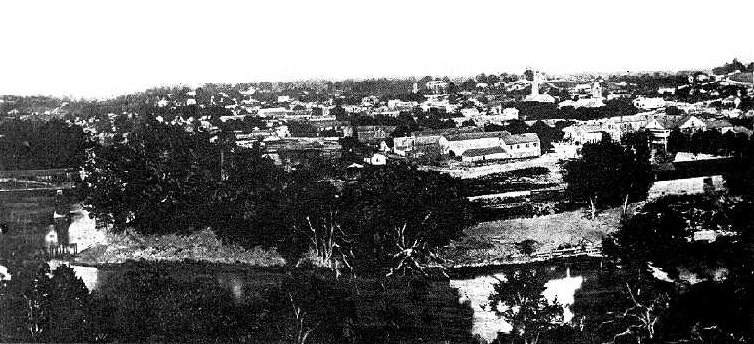
Rome im Jahr 1864, als die Stadt von Unionstruppen angegriffen wurde.

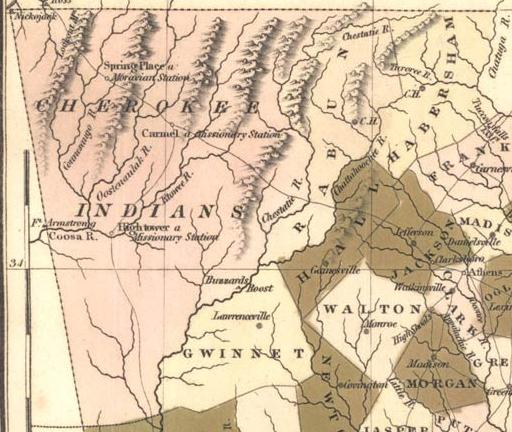
1822: Karte der Cherokeegebiete

Rome wurde 1834 gegründet, als immer mehr Europäer in Georgia siedelten, und 1835 offiziell als Stadt anerkannt. Der Name wurde von wegen der geographischen Beschaffenheiten vorgeschlagen.
Die Stadt wurde weiterhin hauptsächlich von den ehemaligen Cherokee bewohnt und spezialisierte sich auf die Baumwollproduktion. Dies wurde jedoch nur durch die Erfindung der Egreniermaschine profitabel, da im Hochland, in dem Rome liegt, nur eine Baumwollart wächst, deren Verarbeitung bis dahin zu teuer war. 1836 verließ das erste Dampfschiff Rome auf den Weg nach New Orleans und der Handel florierte weiter.
Während der Bürgerkriegszeit lieferten Romes Eisenwerke den Südstaaten viele Waffen, weshalb die Stadt ein wichtiges Ziel für die Nordstaaten war. 1863 und 1864 wurde um Rome gekämpft und es entstanden drei Forts, die mit der Eroberung wieder zerstört wurden.
1871 wurde in Rome ein Wasserturm, der von der ganzen Innenstadt gesehen wird, gebaut. Später wurde dieser zum Glockenturm umfunktioniert und entwickelte sich zu einem Wahrzeichen der Stadt. Ungefähr zur selben Zeit wurde auch die erste öffentliche Schule eröffnet. Diese und folgende Schulen waren noch nach Hautfarbe getrennt, jedoch erhielten Freigelassene ein Wahlrecht und konnten so die lokale Politik beeinflussen. Durch die Abschaffung der Sklaverei mussten außerdem neue Arbeitsverhältnisse entwickelt werden.
Durch die Lage am Fluss wurde Rome häufig von Fluten heimgesucht. So z. B. im Jahr 1886 als eine Überschwemmung den Fluss so stark ansteigen ließ, dass ein Dampfschiff über die Hauptstraße trieb. Um solche Unglücke zu verhindern, wurden in den 1890er Jahren Stauwerke gebaut und die Hauptstraße um etwa 4,6 m höher gelegt.

### 20. Jahrhundert

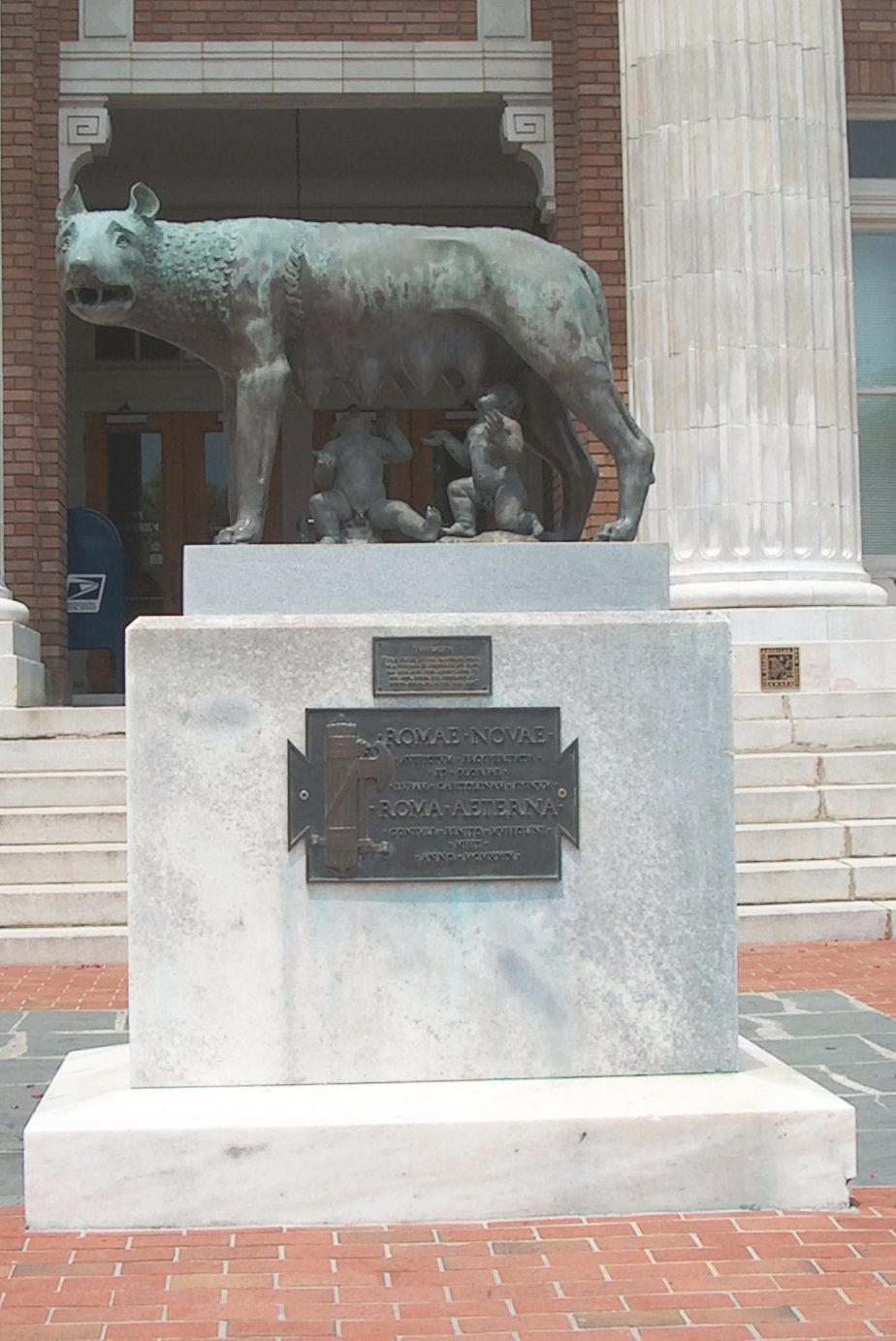
Replike der Kapitolinischen Wölfin bzw. Romulus und Remus

1918 billigte die Generalversammlung Georgias die Einführung des „Comissionmanagersystem“, wodurch der Verwaltung Romes ein Manager zur Beratung hinzugefügt wurde.
1928 bauten eine amerikanische und eine italienische Firma in Rome eine Viskoseanlage auf, weshalb der italienische Diktator Benito Mussolini zum Aufbau dieser Anlage einen Marmorstein vom Forum Romanum spendete und nach Fertigstellung der Stadt eine Replik der kapitolinischen Wölfin, welche man seitdem, bis auf 12 Jahre ab 1940 wegen anti-italienischen Bewegungen während des Zweiten Weltkrieges, vor der Stadthalle Romes sehen kann.
Die große Depression traf Rome längst nicht so hart wie andere Städte in den USA, da Landwirtschaft und Textilherstellung weiterhin benötigt wurde.

## Politik
Seit 1918 wird Rome nach dem „Comission-Manager“-System regiert. Pro Legislatur werden 9 Mitglieder aus 3 Wahlbezirken in die Stadtversammlung gewählt. Gewählt wird von jedem Wähler für jeden Wahlbezirk. Die drei, die aus jedem Bezirk die meisten Stimmen haben, gewinnen. Jedes dieser Ausschussmitglieder muss mit zwei anderen in mindestens einem der 9 Komitees zusammensitzen. Die so gewählte Versammlung wählt den Bürgermeister und ernennt einen Citymanager, welcher diesen berät und verschiedene Verwaltungsaufgaben übernimmt.

## Sehenswürdigkeiten
Rome hat eine große Anzahl historischer Sehenswürdigkeiten, darunter:
- Martha Berry Museum, Museum, welches an Martha Berry, der Gründerin des Berry College, erinnert
- Rome Area History Museum, Museum zur Geschichte Romes und des Floyd Countys
- Chieftains Museum (Major Ridge Home), ein Museum über die Geschichte der Cherokee und deren Anführer
- Clock Tower, der Glockenturm ist Wahrzeichen der Stadt

## Demographie
In Rome lebten 2016 36.407 Menschen, verteilt auf 13.850 Haushalte, bei einer Bevölkerungsdichte von 455,1 Einwohner pro Quadratkilometer. Circa ein Viertel aller Einwohner ist unter 18 Jahre alt und ca. 14 % sind über 65 Jahre alt. Mehr als die Hälfte der Bewohner ist weiblich und das Durchschnittseinkommen beträgt 34.874 $ pro Jahr. In Rome gibt es 3.800 Unternehmen.

## Klima
In Rome herrscht ein subtropisches Klima bzw. ein Ostseitenklima, welches sich durch höhere Temperaturen mit verteiltem Niederschlag auszeichnet.
| Klimadiagramm Rome, Georgia           |     |     |      |     |     |     |     |     |     |     |     |     |      |
| Monat                                 | Jan | Feb | März | Apr | Mai | Jun | Jul | Aug | Sep | Okt | Nov | Dez | Jahr |
| Durchschnittliche Temperatur          | 5   | 7   | 9    | 15  | 19  | 24  | 25  | 25  | 22  | 15  | 8   | 5   | 15   |
| Durchschnittlicher Niederschlag in mm | 120 | 130 | 140  | 100 | 100 | 90  | 120 | 70  | 100 | 70  | 80  | 130 | 1300 |
| Source: Weatherbase                   |     |     |      |     |     |     |     |     |     |     |     |     |      |

## Wirtschaft
Rome hat seit langem eine sehr ausdifferenzierte Wirtschaft mit Unternehmen aus der Fertigungsindustrie, Bildung, Gesundheitswesen, Technik, Tourismus und anderen Industriebereichen. 1934 eröffnete General Electric eine Transformatoren-Fabrik. Ende des 20. Jahrhunderts entstanden Teppichfabriken um Rome. Rome ist bekannt für seine medizinischen Einrichtungen wie das Floyd Medical Center, das Redmond Regional Medical Center und die Harbin Clinic. Darüber hinaus haben weitere Technologieunternehmen ihren Sitz in Rome.

## Sport
Seit 2003 ist Rome Heimspielstätte der Rome Braves, einem Baseball-Team in der Minor League South Atlantic League; die Rome Braves sind Farmteam der Atlanta Braves. In der Stadt wurde das „NAIA Football National Championship“ veranstaltet und die „Tour de Georgia“ führte durch Rome.

## Bildung
Im „Rome City School District“ gibt es neun Grundschulen, die „Rome Middle School“ und die „Rome High School“. Außerdem gibt es in Rome 5 Privatschulen verschiedener Klassenstufen.

### Colleges in Rome
| College                                | Öffentlich/ Privat | Typ                  | Notizen                                                 |
| Berry College                          | Privat             | Liberal Arts         | Gegründet 1902 von Martha Berry                         |
| Georgia Northwestern Technical College | Öffentlich         | Technical            | Früher „Coosa Valley Technical College“, gegründet 1962 |
| Georgia Highlands College              | Öffentlich         | GA Community College | Früher Floyd Junior College                             |
| Shorter University                     | Privat             | Liberal Arts         | Früher Shorter College gegründet 1873                   |

## Medien
In Rome wurden viele Filme gedreht. So zum Beispiel wurde Need for Speed auf dem Gelände des Myrtle Hill Cemetery und im Gebiet um Rome gedreht. Die Stadt bietet neben einem Stadtteil aus dem viktorianischen Zeitalter und verschiedensten Stadtstrukturen auch Hügel- und Flusslandschaften.
Es gibt eine Zeitung und verschiedene Online-Nachrichten und man kann in Rome 8 Radiostationen empfangen darunter einen Nachrichtensender und ein Öffentliches Radio. Die anderen Sender spielen verschiedene Musikrichtungen.

## Söhne und Töchter der Stadt
- Arn Anderson (* 1958), Wrestler
- Jamie Barton (* 1981), Mezzo-Sopranistin
- Robert Battey McClure (1896–1973), Generalmajor der United States Army
- Charles Fahy (1892–1979), U.S. Solicitor General und Navy Cross[30]
- Betty Hester (1923–1998), Literarische Korrespondenz[31]
- John H. Lumpkin (1812–1860), Mitgründer Romes, Superior Court-Richter, und Mitglied des U.S. House of Representatives
- Homer V. M. Miller (1814–1896), U.S. Senator, senior Confederate Medical Officer[32]
- George Stephen Morrison (1919–2008), Admiral; Vater des Sängers Jim Morrison[33]
- John Pemberton (1831–1888), Erfinder Coca-Colas[34]
- Ma Rainey (1886–1939), Bluessängerin[35]
- Dan Reeves (1944–2022), American-Football-Spieler
- Major Ridge (ca. 1771–1839), Cherokee-Häuptling und Mitunterzeichner des Treaty of New Echota[36]
- John Ross (1790–1866), Häuptling der United Cherokee Nation[37]
- Melba Tolliver (* 1939), Journalist, geboren in Rome[38]
- John H. Towers (1885–1955), U.S. Navy admiral und Pioneer Navy Aviato[39]
- Butch Walker (* 1969), Rock’n’Roll-Musiker[40]
- Nina B. Ward (1885–1944), Künstlerin, unterstützte die Gründung des Kalamazoo Institute of Arts
- Stand Watie (1806–1871), Cherokee-Anführer und Konföderierten-General
- Ellen L. A. Wilson (1860–1914), First Lady of the United States (1913–1914), erste Frau von US-Präsident Woodrow Wilson[41]

## Galerie

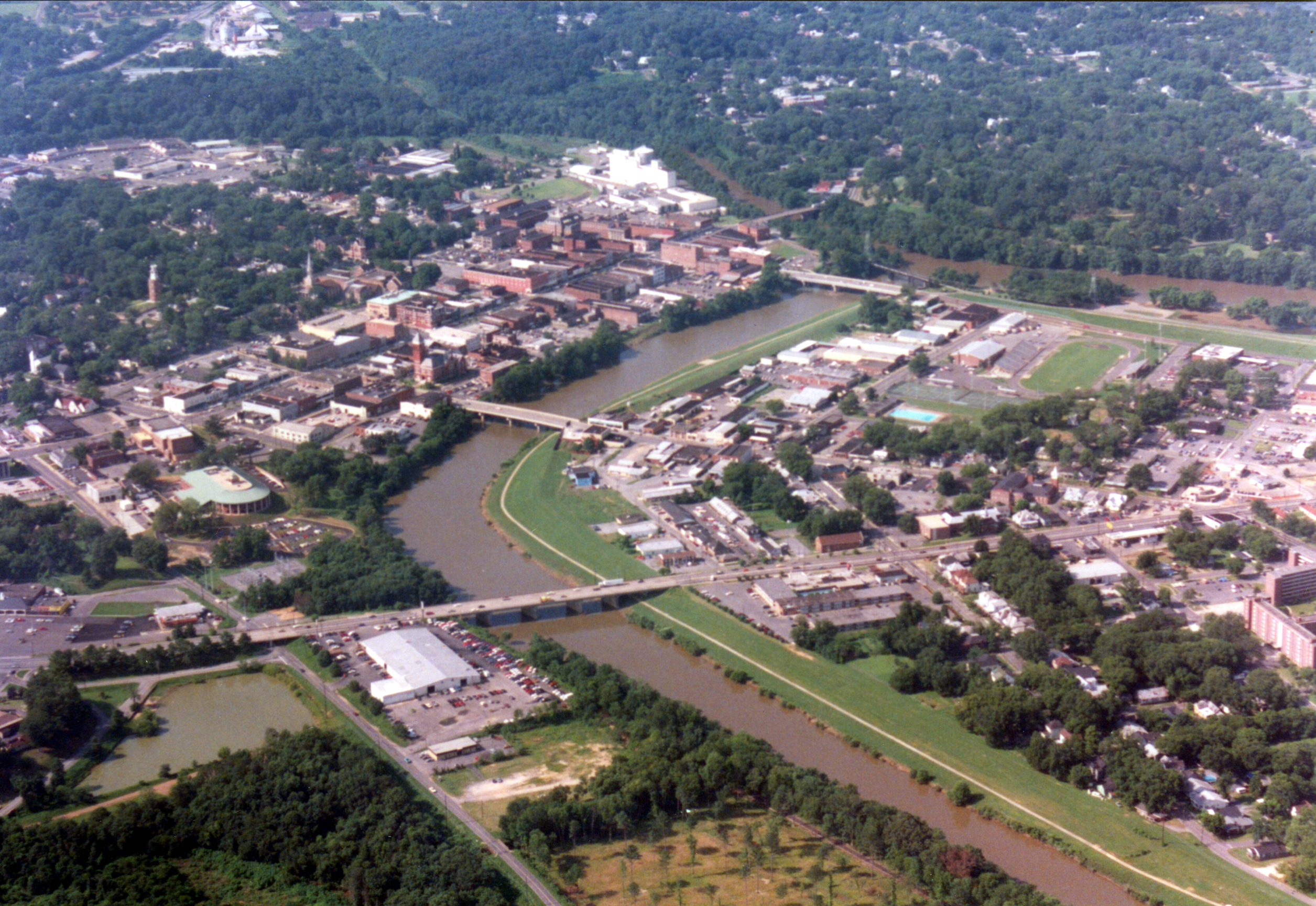
Luftbild der Innenstadt, circa 1989
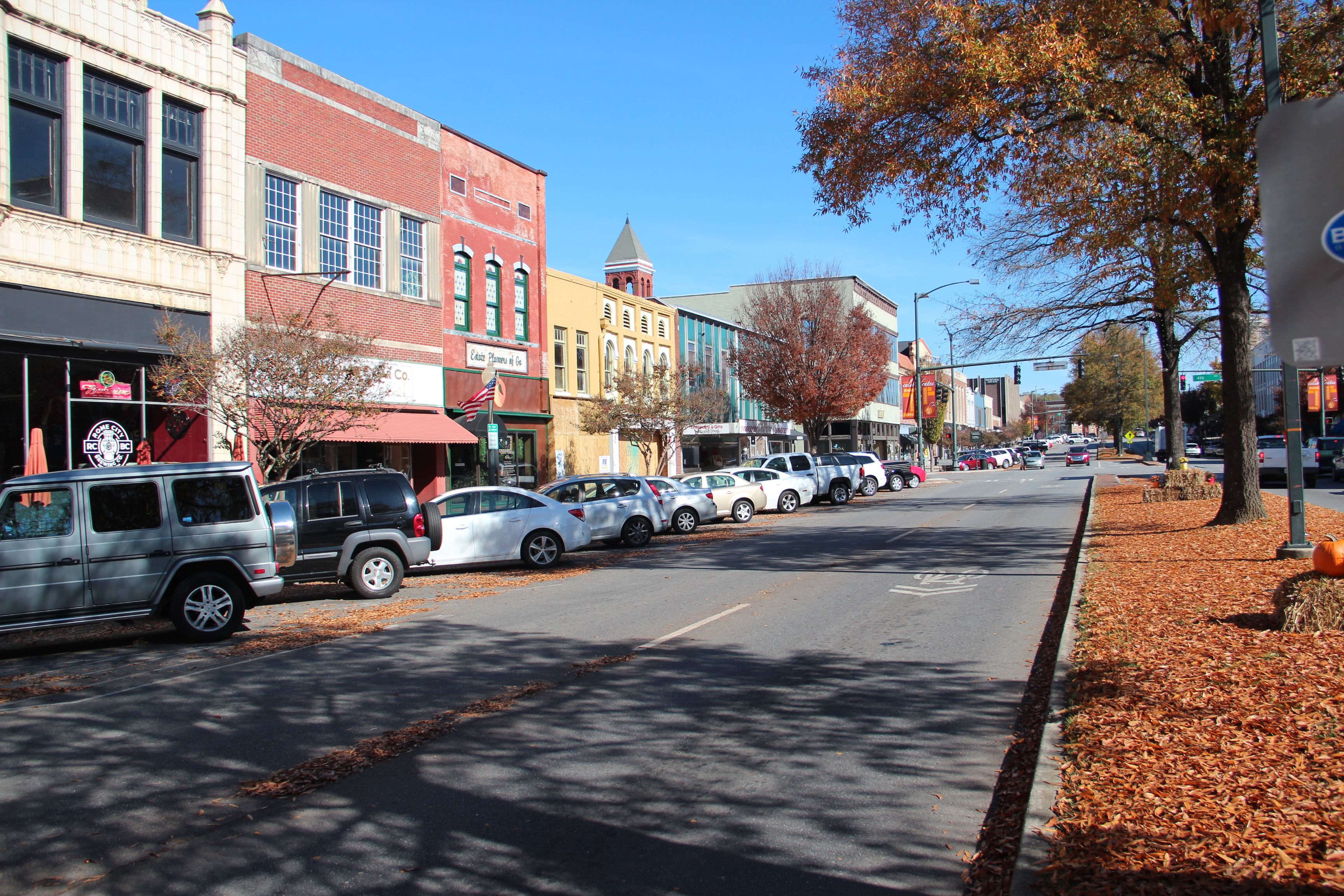
Innenstadt
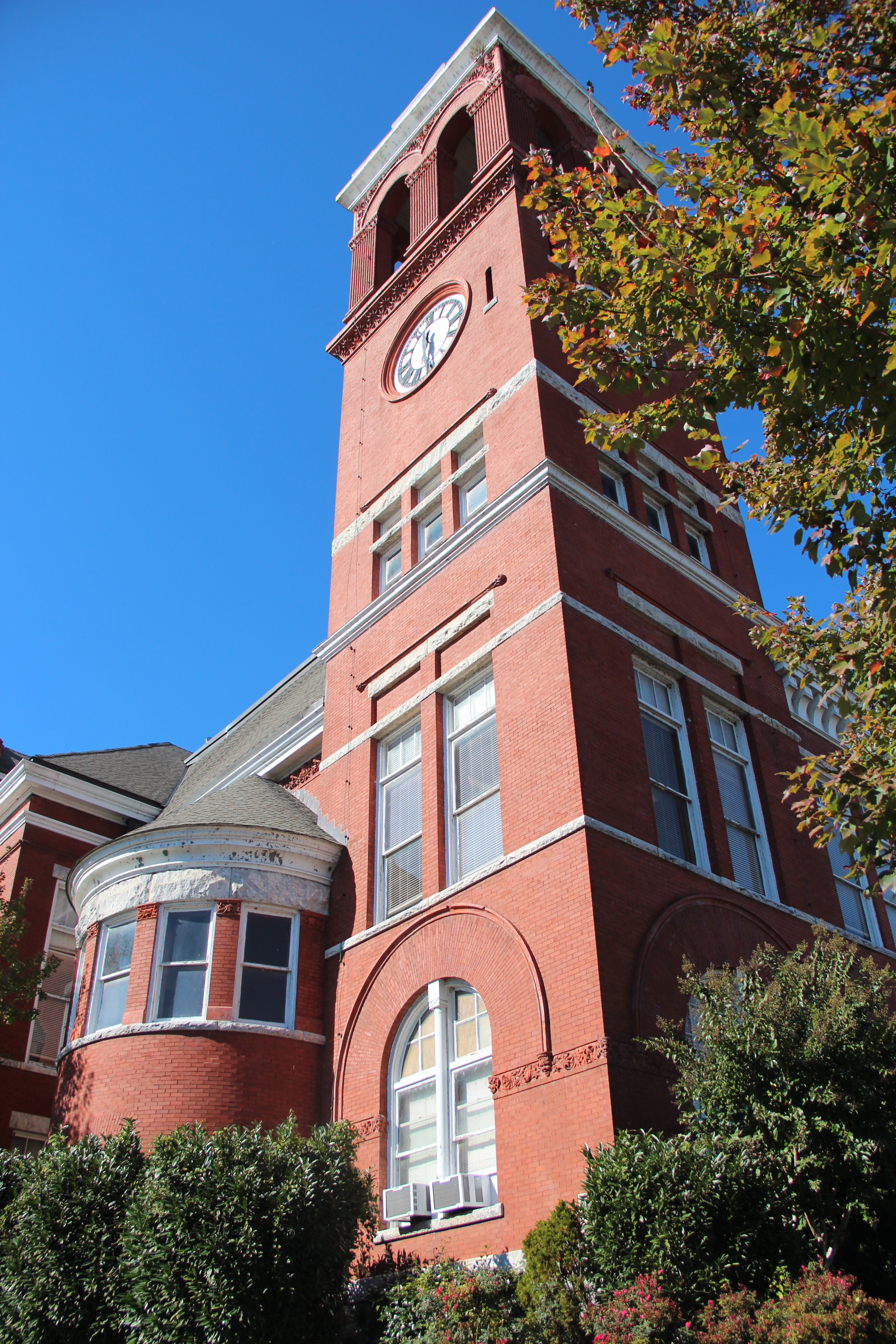
Historisches Gerichtsgebäude
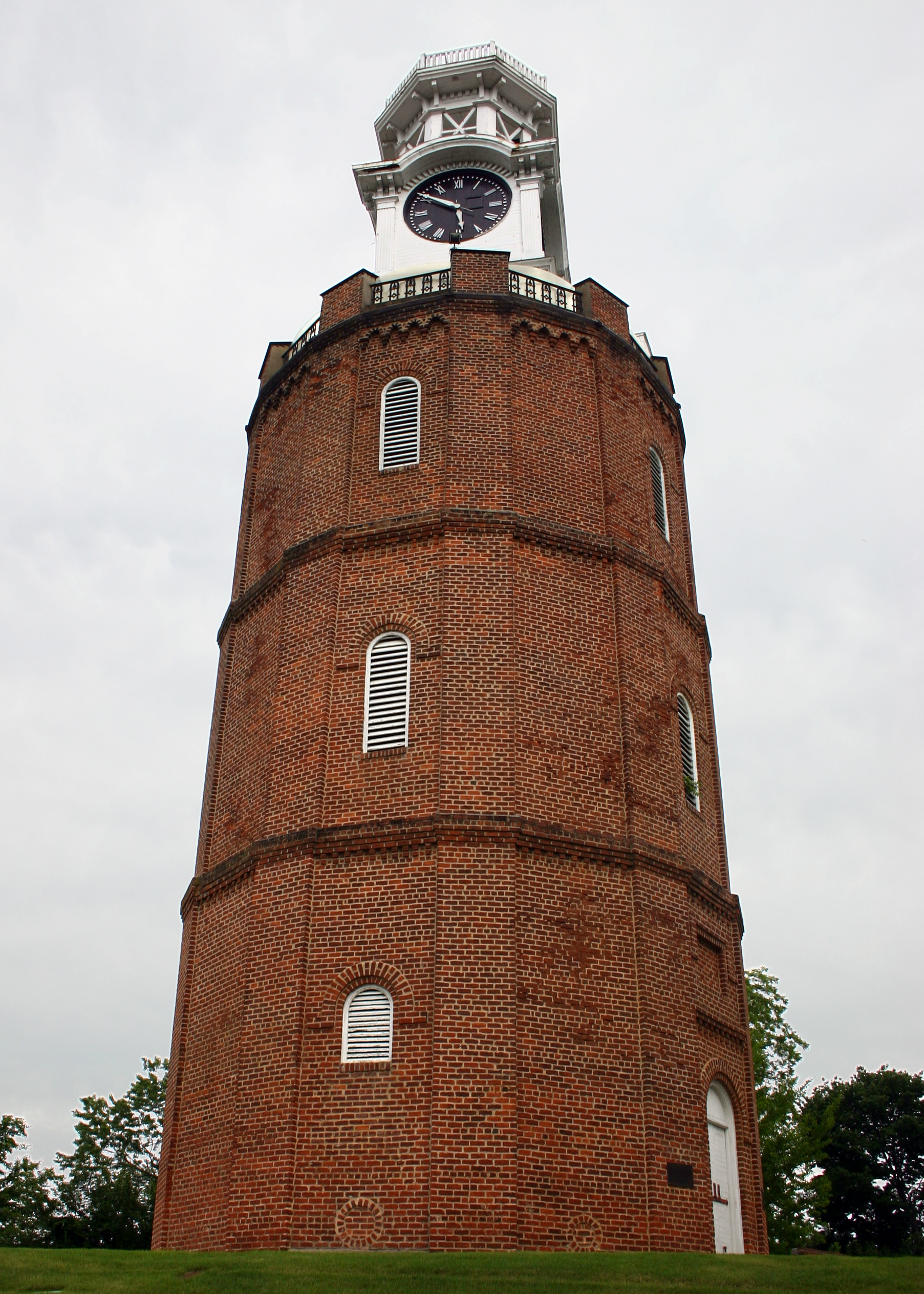
Historischer Glockenturm
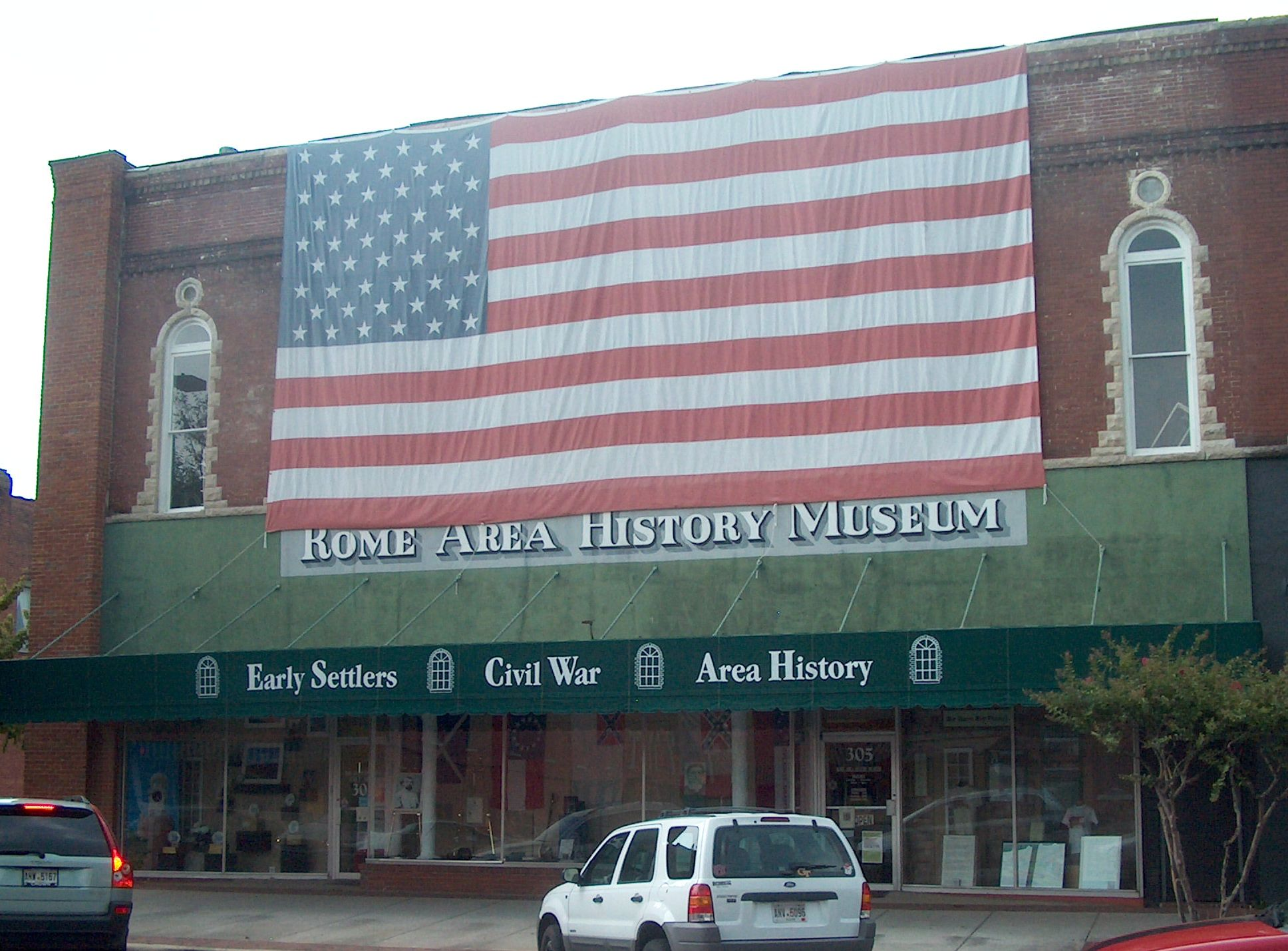
Rome Area History Museum.
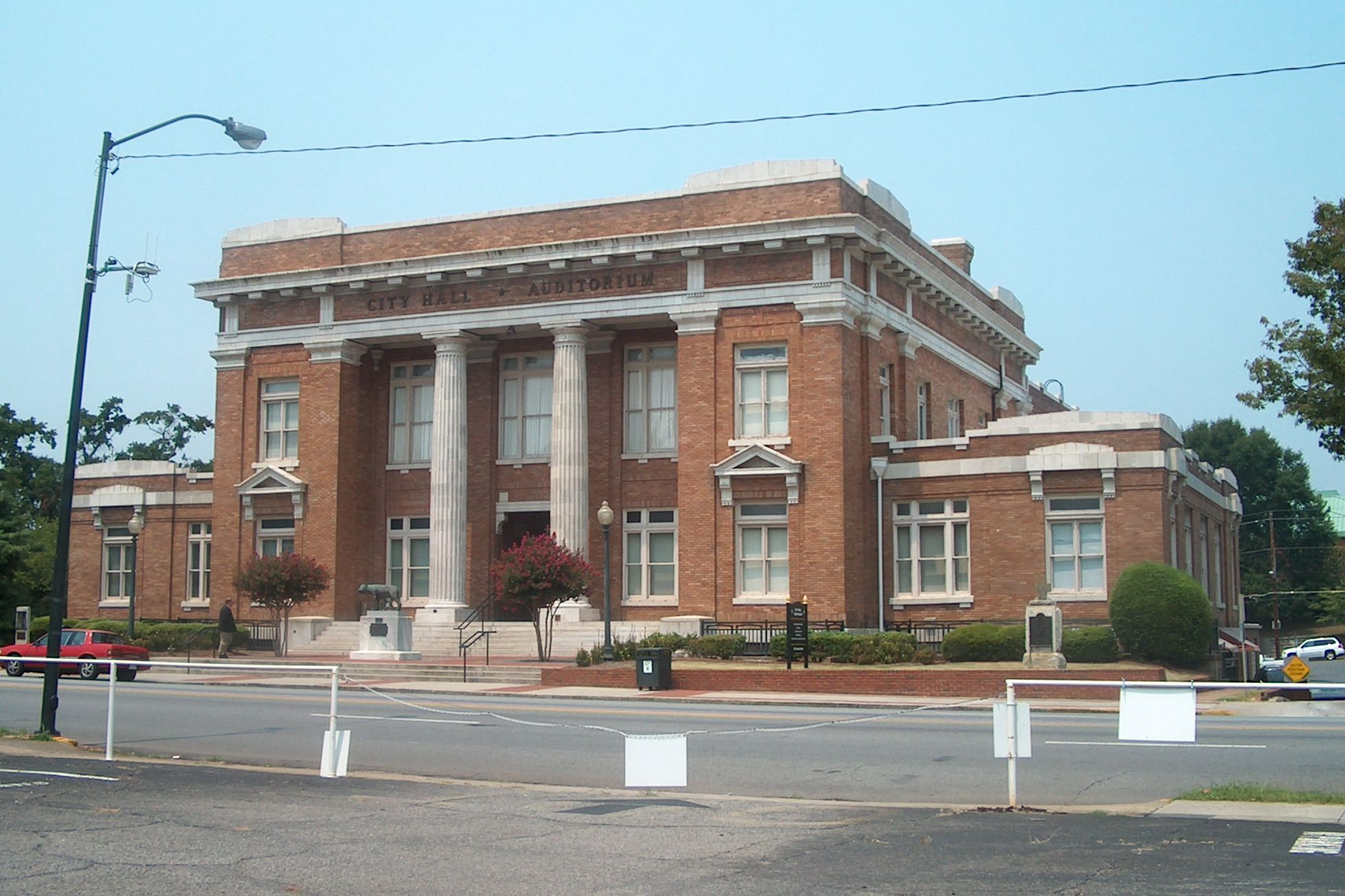
Rathaus
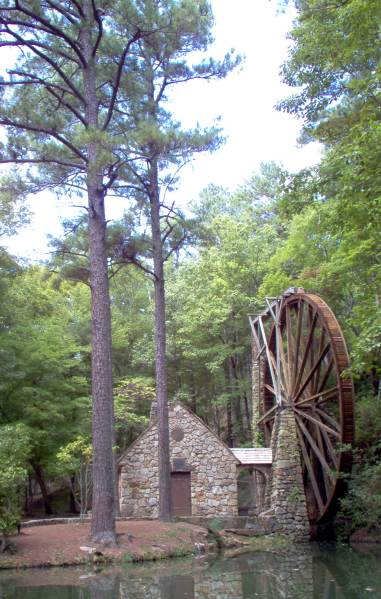
Wasserrad der Berry School
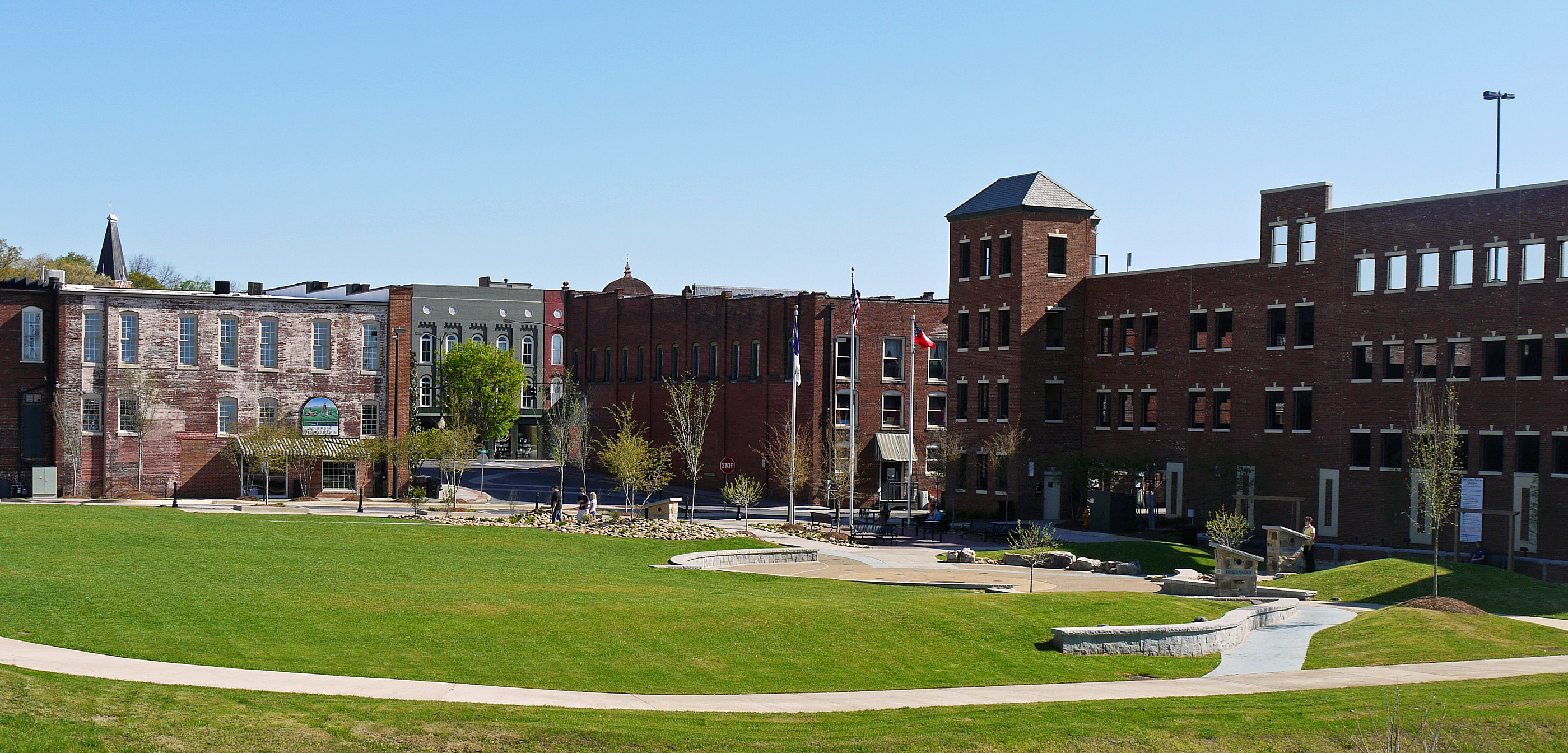
Stadtpark
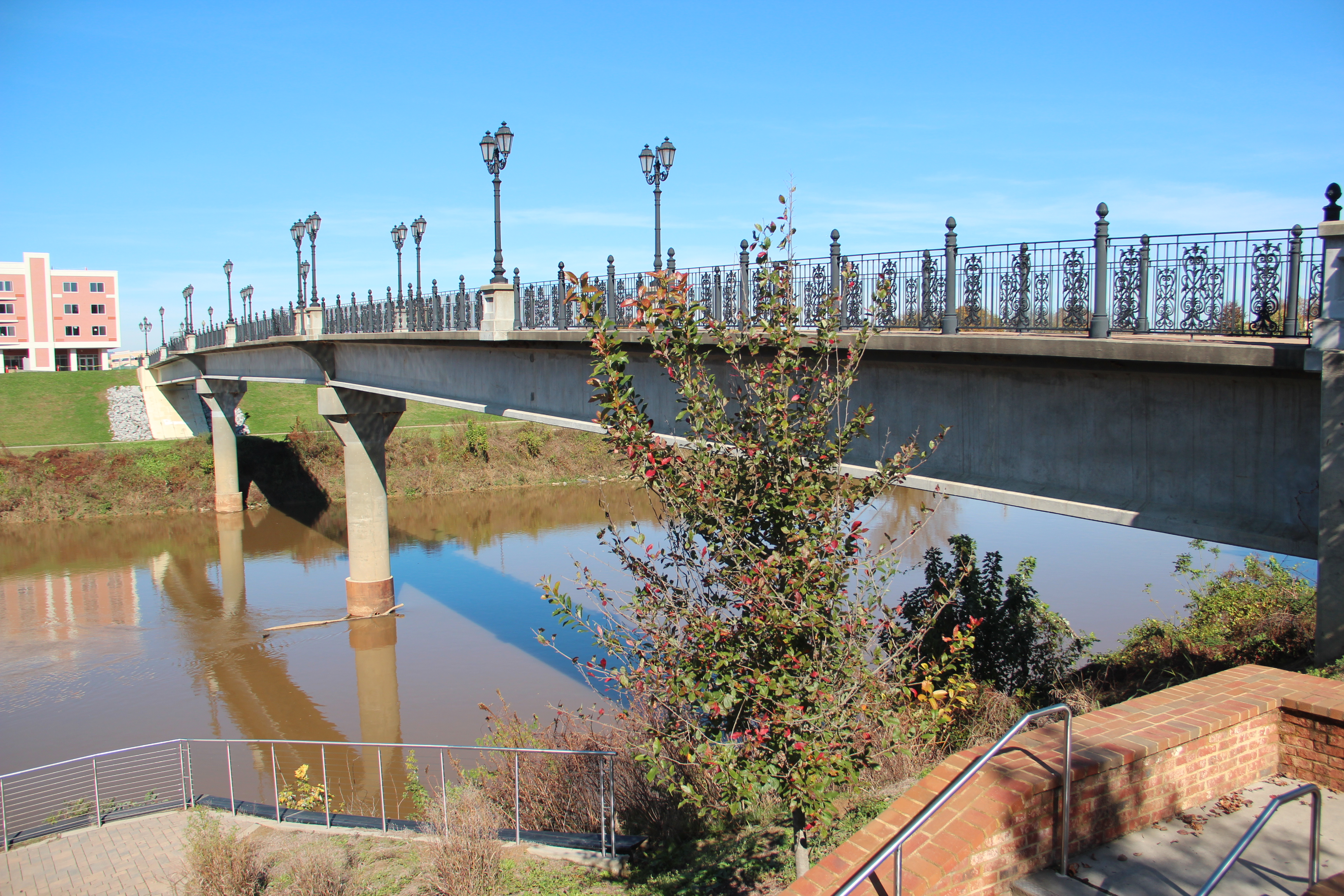
Chief John Ross Fußgängerbrücke